# Fryxell (cràter)
Fryxell és un petit cràter d'impacte lunar que es troba enmig de l'anell interior occidental dels Montes Rook. Aquest cràter es troba en la cara oculta de la Lluna, en la vora extrema de la zona de la superfície que de vegades és visible des de la Terra durant libracions favorables, encara que en estar situat entre muntanyes prominents, s'observa molt millor des de naus en òrbita.

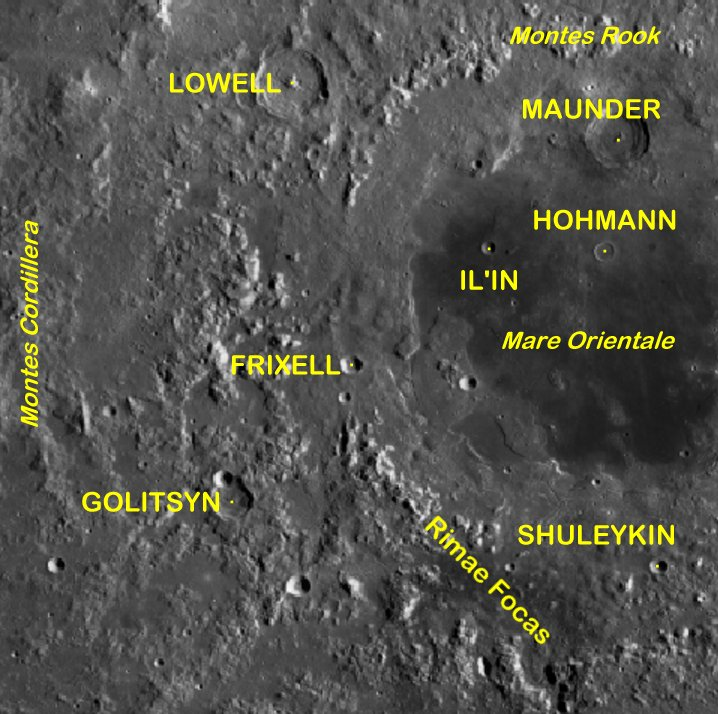
Localització de Fryxell. Fotografia de la misiónLunar Reconnaissance Orbiter

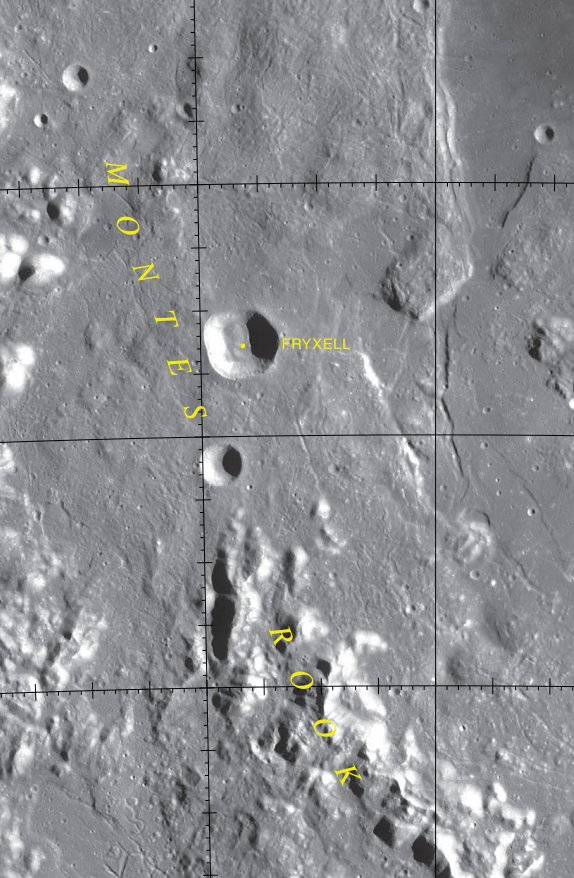
Fotografia de la missió Lunar Reconnaissance Orbiter

Aquesta formació és aproximadament circular, encara que amb una aparença lleugerament poligonal. Presenta forma de bol, amb un sòl de l'interior més fosc i relativament freturós de trets distintius. Les parets interiors de Fryxell tenen una albedo més alta que el terreny circumdant, i així apareix relativament brillant.
Fryxell commemora a Roald H. Fryxell, un geòleg nord-americà. Va ser designat anteriorment com Golitsyna B, un cràter satèl·lit de Golitsyn, abans de ser-li assignat el seu nom actual per la UAI.